# الاتفاقية التركية للإصلاح الهيكلي
الاتفاقية التركية للإصلاح الهيكلي العام أو اتفاقية الإصلاح الهيكلي في تركيا 2000، هي اتفاقية وقعها صندوق النقد الدولي مع تركيا في 5 ديسمبر 2000، على شكل حزمة مساعدات عاجلة بقيمة 10 بليون دولار لتركيا لانتشالها من أسوأ أزمة مالية تمر بها.

## الاتفاقية
حسب صندوق النقد الدولي فإن هذه الصفقة، من شأنها أن تسرع القروض لدعو الإصلاح المصرفي في تركيا. وهناك مفاوضات أخرى حول قرض لدعم عادة الهيكلة المصرفية بقيمة 500 مليون دولار. ويذكر أن القرض، 10 بليون دولار، هو جزء من حزمة دعم كان قد أُعلن عنها مسبقاً قيمتها 5 بليون دولار للفترة من يوليو 2000 حتى يونيو 2003.
صرح رئيس الورزاء التركي بلند أجاويد في أعقاب الإعلان عن الاتفاقية أن الحكومة التركية «ستعزز القطاع المصرفي وتزيد ايرادات العملة الاجنبية من خلال الخصخصة وستسرع من التضخم» مضيفا ان هدف التضخم لعام 2001 لا يزال 12 في المئة. وقال أنه سيتم الاحتفاظ بضمانات حكومية للحسابات المصرفية والقروض للقطاع المصرفي حتى يتعافى القطاع المصرفي. لكنه حذر من أنه لن تكون هناك ضمانات على حسابات أصحاب البنوك أو رأس مال الشركاء في البنوك. كما لن تضمن الحكومة الحسابات المتعلقة بالنشاط الإجرامي.
واعتبر لاعبو السوق إعلان صندوق النقد الدولي بمثابة تصويت على الثقة في خطط إصلاح الحكومة التركية.
وقال مايكل ديپلر، مدير قسم الشؤون الأوروبية في صندوق النقد الدولي، إن حزمة المساعدات «ستتكون من مبلغ يعادل نحو 7.5 مليار دولار في إطار مرفق الاحتياطي الإضافي، وحوالي 2.9 مليار دولار متاحة لتركيا بموجب ترتيباتها الحالية».
ومن المنتظر بعد إعلان الاتفاقية أن يعزز ذلك الثقة للأموال الأجنبية في العودة مجدداً إلى تركيا، وعندئذ يمكن أن تنخفض أسعار الفائدة. لكن الشروط الصارمة التي من المتوقع أن تعلق على حزمة مساعدات صندوق النقد الدولي هي قضية مثيرة للجدل، وقد أثارت بالفعل مظاهرات واسعة النطاق في تركيا.
ومن المتوقع أن يطالب صندوق النقد الدولي تركيا بخفض الإنفاق الحكومي، والضغط من أجل تنفيذ برنامج الخصخصة الشامل في تركيا.
وأعلنت الحكومة التركية مؤخراً أنها ستمضي قدماً في عملية خصخصة شركة الاتصالات التركية والخطوط الجوية التركية، بالإضافة إلى خصخصة صناعة الكهرباء في البلاد.